# Flaga Turcji
Flaga Turcji – czerwony prostokąt z białym księżycem i gwiazdą, jeden z symboli Republiki Turcji.

## Symbolika
Istnieje wiele wyjaśnień pochodzenia flagi. Jednym z nich jest opowieść z czasów podbojów Murada I, który odniósł spektakularne zwycięstwo w bitwie na Kosowym Polu: po zaciętych walkach tureccy żołnierze szukali nocą na polu bitwy swych poległych towarzyszy. Znaleźli ich w kałużach krwi. Jasno świeciły Księżyc i Wenus jako Gwiazda Poranna.

## Historia
Jakkolwiek czerwona flaga była używana już od 1793 roku, to w obecnej formie pochodzi z 1844 roku, a oficjalnie została przyjęta 5 czerwca 1936 roku.

Flaga Republiki Turcji od 1936
Flaga Turków Seldżuckich  w latach 1299–1453
Flaga Imperium Osmańskiego w latach 1453–1517
Flaga Imperium Osmańskiego w latach 1517–1844
Flaga Imperium Osmańskiego w latach 1844–1922, Republiki Tureckiej w latach 1922–1936
Flaga osmańska z ośmioramienną gwiazdą
Flaga Państwa Hatay
Flaga mniejszości tureckiej w Jugosławii
Flaga Cypru Północnego
Flaga mniejszości tureckiej w Niemczech

## Wymiary i kolorystyka

### Konstrukcja
G – szerokość flagi
| Litera | Miara                                                                                 | Długość |
| ------ | ------------------------------------------------------------------------------------- | ------- |
| A      | Odległość między środkiem okręgu, w który wpisany jest półksiężyc a białym szwem      | 1/2 G   |
| B      | Średnica okręgu opisanego na gwieździe                                                | 1/4 G   |
| C      | Odległość między średnicą okręgu opisanego na półksiężycu a średnicą okręgu wpisanego | 1/16 G  |
| D      | Średnica okręgu wpisanego w półksiężyc                                                | 0,4 G   |
| E      | Odległość między wewnętrzną częścią półksiężyca a gwiazdą                             | 1/3 G   |
| F      | Średnica okręgu opisanego na półksiężycu                                              | 1/2 G   |
| L      | Długość flagi                                                                         | 1 ½ G   |
| M      | Szerokość białego szwu                                                                | 1/30 G  |

### Kolorystyka
| Schemat kolorów              | Czerwony      | Biały       |
| ---------------------------- | ------------- | ----------- |
| RGB                          | 227-10-23     | 255-255-255 |
| Szesnastkowy system liczbowy | #E30A17       | #FFFFFF     |
| CMYK                         | 0, 96, 90, 11 | 0, 0, 0, 0  |